# Best Song Ever
"Best Song Ever" é uma canção da boy band britânica One Direction, gravada para seu terceiro álbum de estúdio, Midnight Memories. Foi composta por Wayne Hector, John Ryan, Ed Drewett e Julian Bunetta, sendo que sua produção foi feita por este último. Lançada como single em 22 de julho de 2013, a faixa alcançou a 2.ª posição da Billboard Hot 100.

## Desempenho nas tabelas musicais
| Tabela musical (2013)                            | Melhor posição |
| ------------------------------------------------ | -------------- |
| O campo songid é OBRIGATÓRIO PARA PARADA ALEMÃ   | 20             |
| Austrália (ARIA)                                 | 1              |
| Áustria (Ö3 Austria Top 75)                      | 17             |
| Bélgica (Ultratop 40 Wallonia)                   | 1              |
| Bélgica (Ultratop 50 Flanders)                   | 1              |
| Brasil (Brasil Hot 100 Airplay)                  | 1              |
| Brasil (Brasil Hot Pop Songs)                    | 1              |
| Canadá (Canadian Hot 100)                        | 2              |
| Coreia do Sul (Gaon International Digital Chart) | 1              |
| Dinamarca (Hitlisten)                            | 2              |
| Escócia (Scottish Singles Chart)                 | 2              |
| Eslováquia (Rádio Top 100)                       | 50             |
| Espanha (PROMUSICAE)                             | 9              |
| Estados Unidos (Billboard Hot 100)               | 2              |
| Estados Unidos (Pop Songs)                       | 1              |
| Estados Unidos (Adult Pop Songs)                 | 1              |
| Europa (Billboard Euro Digital Song Sales)       | 4              |
| Finlândia (Finnish Download Chart)               | 2              |
| França (SNEP)                                    | 12             |
| Grécia (Greece Digital Songs)                    | 8              |
| Hungria (MAHASZ)                                 | 4              |
| Irlanda (IRMA)                                   | 2              |
| Itália (FIMI)                                    | 3              |
| Japão (Japan Hot 100)                            | 14             |
| México (Monitor Latino)                          | 3              |
| Nova Zelândia (Recorded Music NZ)                | 3              |
| Noruega (VG-lista)                               | 20             |
| Países Baixos (Mega Single Top 100)              | 5              |
| Reino Unido (UK Singles Chart)                   | 2              |
| Reino Unido (Singles Downloads Chart)            | 4              |
| República Checa (Rádio Top 100)                  | 25             |
| Suécia (Sverigetopplistan)                       | 22             |
| Suíça (Schweizer Hitparade)                      | 11             |
| Venezuela (Record Report)                        | 8              |

### Certificações
| País                  | Certificação |
| --------------------- | ------------ |
| Austrália (ARIA)      | Ouro         |
| Estados Unidos (RIAA) | 3× Platina   |
| Nova Zelândia (RIANZ) | Ouro         |
| Reino Unido (BPI)     | 6× Platina   |
| Suécia (GLF)          | Ouro         |